# TVN24.pl
TVN24.pl – portal informacyjny, uruchomiony 19 marca 2007. Serwis był notowany w rankingu Alexa na miejscu 2376 (stan na 29 października 2019).
Portal oferuje szczegółowe informacje o wydarzeniach w Polsce, za granicą, prognozę pogody, sport, wiadomości kulturalne i ciekawostki oraz wideo. Stanowi uzupełnienie i rozszerzenie oferty telewizji TVN24 oraz pozwala na większą interakcję z widzami. m.in. dzięki szerokiej obecności w mediach społecznościowych, integracji z serwisem Kontakt 24, komentarzami pod artykułami dostępnymi dla zalogowanych użytkowników. W ramach portalu funkcjonuje oficjalna strona internetowa programu „Fakty” emitowanego na głównym kanale TVN i TVN24 BiS.
W listopadzie 2020 serwis tvn24.pl odwiedziło 9,28 mln internautów według badania PBI/Gemius.

## Charakterystyka
Na tle innych portali informacyjnych serwis wyróżnia się tym, że nie tylko pośredniczy w dostarczaniu informacji, ale jest ich autorem. Strona główna układana jest przez wydawców według ważności, podobnie jak w gazetach. Aktualnie redakcja portalu liczy 45 osób – wydawców, redaktorów, grafików i producentów. Funkcję redaktora naczelnego pełni Mateusz Sosnowski. Portal działa przez całą dobę, redaktorzy na bieżąco śledzą informacje serwisów z całego świata, agencji informacyjnych, serwisów społecznościowych.
Serwis oferuje aplikację mobilną TVN24, dostępną na platformy iOS, Android i Windows Phone.

## Kontakt 24
W lutym 2008 portal wraz z telewizją TVN24 uruchomił platformę Kontakt TVN24, opartą na idei dziennikarstwa obywatelskiego. Za jej pomocą poprzez specjalny adres e-mail widzowie i internauci mogli przekazywać redakcji informacje. Najciekawsze relacje trafiały na strony serwisu oraz na antenę telewizji. Z tą formą współpracy z internautami portal eksperymentował już dwa miesiące po powstaniu, kiedy namawiał do przesyłania materiałów wideo z gwałtownych burz, które nawiedziły Polskę w maju 2007 roku.
W sierpniu 2010 platformę zastąpiono odrębnym serwisem Kontakt 24. Nowy serwis umożliwia użytkownikom stworzenie własnej strony Reportera 24, na którą mogą oni wrzucać swoje artykuły, materiały wideo czy fotografie. Informacje, które trafiają na stronę główną serwisu są weryfikowane przez profesjonalną redakcję. Najciekawsze materiały Reporterów 24 trafiają na antenę TVN24 oraz do portalu TVN24.pl. Własne materiały użytkownicy mogą też wysyłać nie będąc zarejestrowanym przez specjalne formularze zamieszczone w serwisie, a także tak jak wcześniej – używając e-mail, aplikacji mobilnej Kontakt 24 dostępnej na platformy iOS i Android, SMS-ów, MMS-ów, czy dzwoniąc do redakcji.

## Transmisje na żywo i magazyny
W kwietniu 2008 roku portal wprowadził regularne transmisje obrad Sejmu na swoich stronach. Internauci mogą na bieżąco oglądać posiedzenia Sejmu i konferencje prasowe. Transmisja jest nieodpłatna.
Portal bezpłatnie transmituje też na żywo ważniejsze konferencje prasowe i posiedzenia komisji śledczych. Oprócz tego na stronach serwisu można bezpłatnie obejrzeć codzienne wydanie wieczornego magazynu informacyjnego Fakty TVN oraz magazyny TVN24 – takie jak Kropka nad i, Jeden na Jeden, Czarno na Białym, Polska i Świat, Superwizjer TVN24, Szkło kontaktowe i inne.

## Regionalne portale TVN24.pl
30 maja 2012, tuż przed tym jak Polska została gospodarzem Euro 2012, portal TVN24.pl uruchomił swoje działy lokalne. Redakcje portalu zaczęły pracować już nie tylko w Warszawie, ale i we Wrocławiu, Gdańsku, Poznaniu, Krakowie, Łodzi, Katowicach.

## Nagrody
- Listopad 2007 – MediaTory 2007 Studenckie Nagrody Dziennikarskie, laureat w kategorii PromoTOR
- Grudzień 2007 – portal jako jedyne medium z internetu otrzymał nominację do nagrody Grand Press w kategorii news za cykl materiałów o finansowaniu fundacji Kwaśniewskiego autorstwa Aleksandry Majdy[8].
- Marzec 2008 – Nagroda im. Dariusza Fikusa „Człowiek mediów”, tytuł najlepszego twórcy mediów dla Jakuba Sufina, redaktora naczelnego tvn24.pl[9].
- Listopad 2008 – Mediatory 2008 Studenckie Nagrody Dziennikarskie, wraz z telewizją TVN24 laureat w kategorii PromoTOR za uruchomienie platformy dziennikarstwa obywatelskiego Kontakt 24
- Grudzień 2010 – MediaTory – Studenckie Nagrody Dziennikarskie, wraz z portalem Onet.pl laureat w kategorii PromoTOR za akcję „Krótka piłka – Zapytaj kandydata”
- Listopad 2014 – MediaTory, wydawca sekcji zagranicznej portalu Grzegorz Kuczyński laureatem nagrody w kategorii NawigaTor
- Grudzień 2015 – Grand Press, dziennikarze śledczy portalu Maciej Duda i Robert Zieliński nominowani w kategorii Dziennikarstwo Śledcze[10].